# Айнийский язык
Айни́йский язы́к (айни́, эйну́; абда́л) (самоназвание Äynú (ئەينۇ) [ɛjˈnu]; уйг. Абдал тили/ئابدال تىلى‎; кит. трад. 艾努語, упр. 艾努语, пиньинь àinǔ yǔ) — тюркский язык, использующийся в Синьцзян-Уйгурском автономном районе Китайской Народной Республики, относится к карлукским и считается диалектом уйгурского.
В лексике значителен удельный вес иранизмов, тогда как фонетика и грамматика сохраняют тюркский характер. Поэтому язык часто относят к иранской группе индоевропейской языковой семьи.
Среди языков сходной структуры есть такие, которые не имеют «засекречивающей» функции. Примером может служить язык эйну, использующийся во внутригрупповой коммуникации небольшой этнической общности, живущей на западе Китая в ряде пунктов вдоль южной ветви Великого шелкового пути от Кашгара до Хотана (на значительном расстоянии не только от персидско-таджикского региона, но и от ираноязычного ареала в целом). Все эйну двуязычны, ещё в детстве усваивают уйгурский язык, которым они пользуются при любых внешних контактах. С фонологической и грамматической точек зрения язык эйну вполне укладывается в рамки уйгурского, диалектом которого он одно время считался. Характерно, например, сингармонически обусловленное распределение заимствованных из уйгурского показателей: .lar/.ler (мн. ч.), .da/.de/.ta/.te (локатив), .raq/.rek (сравнительная степень) и т. д. [Lee-Smith 1996b:856], ср.:
| эйну      | уйгурский | перевод  |
| --------- | --------- | -------- |
| xana.da   | оj-dа     | ‘в доме’ |
| aeb.de    | тунда     | ‘ночью’  |
| xurd.raq  | kiчik.rаk | ‘меньше’ |
| kemte.rek | йаш.raq   | ‘моложе’ |

Хотя практически все служебные морфемы эйну функционально и материально соответствуют уйгурским, взаимопонимание между двумя языками исключено в силу доминирования в эйну персидской лексики. Из 24 единиц стословного списка, встретившихся в процитированной работе, 15 персидских (uatur ‘живот’, kalaK ‘bольшой’, xor- ‘есть’, atµa ‘огонь’, sаr‘голова’, bisjar ‘много’, kox ‘гора’, aµb ‘ночь’, nis ‘нет’, jµk ‘один’, kµs ‘человек’, xurd ‘маленький’, saK ‘камень’, du‘два’, ab ‘вода’) и 6 уйгурских (mаn ‘я’, awu~µwu/ aau~µau ‘тот’, bu ‘этот’, sаn ‘ты’, nimа ‘что’, kim ‘кто’). Несмотря на ярко выраженную агглютинацию и сингармонизмом, эйну придётся признать индоевропейским (а именно, иранским) языком. Если воспользоваться 35-элементным списком Яхонтова, соотношение иранских и тюркских элементов будет 6:6 (к подчеркнутым иранским добавится отсутствующее у Сводеша bad‘ветер’).
Генезис эйну вполне ясен: персидский идиом, на протяжении многих столетий испытывавший сильную тюркскую интерференцию, в конце концов почти лишился исходной грамматики и половины базовой лексики. Происхождение тех или иных элементов языковой структуры эйну практически всегда очевидно, однако способ формирования из них единой системы характерен только для этого языка, и вопрос о его генетической принадлежности остается неопределенным; имея полный стословный список, формального его решить будет просто, но любое решение вызовет и у иранистов, и у тюркологов известное неудовольствие.
Носители языка, эйну, представляют этническую группу менее 30 000 человек, официально включаемую в КНР в состав уйгуров.